# گنویس
گنویس (به آلمانی: Gneus) یک شهر در آلمان است که در زاله‌هلتسلاند واقع شده‌است. گنویس ۱۶۱ نفر جمعیت دارد.